# Rinspeed Imola
De Rinspeed Imola is een sportwagen van de Zwitserse automobielconstructeur Rinspeed. De auto is gebaseerd op de Porsche Cayman.

## Uiterlijk
Uiterlijk veranderde Rinspeed heel wat aan de Cayman: de Imola heeft speciaal ontworpen oranje lak, koolstofvezel luchtinlaten in de voorspoiler met led-lichten, volledig hertekende achterkant en een diffusor.
Er werd ook een sportuitlaat voorzien en een optionele verlagingskit brengt de Imola 2,5 cm dichter bij het asfalt. Deze kan echter nog steeds gecombineerd worden met PASM (de adaptieve schokdempers van Porsche). Er kan ook groter schoeisel worden aangemeten, in de vorm van 20" vijfspaaksvelgen.